# Karl Heinz Heistermann
Karl Heinz „Kalle“ Heistermann (* 8. Februar 1961 in Berlin) ist ein ehemaliger deutscher Schwergewichtsboxer, der unter dem Namen „der Bomber“ in den 1980er Jahren gegen internationale Boxgrößen antrat.

## Leben
Heistermann war als Boxer Mitglied des deutschen Olympiakaders. Er bestritt zwölf Profikämpfe, von denen er neun durch K. o. gewann. Aufgrund einer schweren Kopfverletzung im Kinnbereich im letzten Kampf beendete er seine Karriere im Jahr 1990.
Er trainierte danach u. a. Graciano „Rocky“ Rocchigiani in Berlin.
Heistermann betreibt heute ein Lokal in Berlin-Charlottenburg.